# Tweede Kamerverkiezingen in het kiesdistrict Gorinchem (1848-1859)
Tweede Kamerverkiezingen in het kiesdistrict Gorinchem (1848-1859) geeft een overzicht van verkiezingen voor de Nederlandse Tweede Kamer in het kiesdistrict Gorinchem in de periode 1848-1859.
Het kiesdistrict Gorinchem werd ingesteld na de grondwetsherziening van 1848. Tot het kiesdistrict behoorden de volgende gemeenten: Ameide, Ammerstol, Arkel, Asperen, Bergambacht, Bleskensgraaf, Brandwijk, Everdingen, Giessen-Nieuwkerk, Gorinchem, Goudriaan, Groot-Ammers, Hagestein, Hardinxveld, Hei- en Boeicop, Heukelum, Hoogblokland, Hoornaar, Kedichem, Laagblokland, Langerak, Leerbroek, Leerdam, Lexmond, Meerkerk, Molenaarsgraaf, Nederslingeland, Nieuwland, Nieuwpoort, Noordeloos, Ottoland, Peursum, Schelluinen, Schoonhoven, Schoonrewoerd, Spijk, Streefkerk, Tienhoven, Vianen, Vlist en Zuidbroek.
In 1850 werd de indeling van het kiesdistrict gewijzigd. De gemeenten Bleskensgraaf, Brandwijk, Hardinxveld, Molenaarsgraaf en Streefkerk werden toegevoegd aan het kiesdistrict Dordrecht, en de gemeenten Ammerstol, Bergambacht, Groot-Ammers, Langerak , Nieuwpoort, Schoonhoven, Vlist en Zuidbroek aan het kiesdistrict Gouda. Tevens werd een gedeelte van het opgeheven kiesdistrict Heusden (de gemeenten Almkerk, Andel, De Werken en Sleeuwijk, Drongelen, Haagoort, Gansoijen en Doeveren, Dussen, Emmikhoven en Waardhuizen, Giessen, Heesbeen, Eethen en Genderen, Meeuwen, Rijswijk, Veen, Werkendam, Wijk en Aalburg en Woudrichem) toegevoegd aan het kiesdistrict Gorinchem.
Het kiesdistrict Gorinchem vaardigde in dit tijdvak per zittingsperiode één lid af naar de Tweede Kamer. 
Legenda
- cursief: in de eerste verkiezingsronde geëindigd op de eerste of tweede plaats, en geplaatst voor de tweede ronde;
- vet: gekozen als lid van de Tweede Kamer.

## 30 november 1848
De verkiezingen werden gehouden na ontbinding van de Tweede Kamer, na inwerkingtreding van de herziene grondwet.
|                           | 30 november |
| ------------------------- | ----------- |
| Kiesgerechtigden          | 1.083       |
| Opkomst                   | 885         |
| Geldige stemmen           | 879         |
| Blanco stemmen            | 4           |
| Kandidaten                |             |
| A. Boxman                 | 690         |
| P.L. Begram van Jaarsveld | 116         |
| J.S. Lotsy                | 19          |
| G.M. van der Linden       | 14          |
| Æ. Mackay                 | 12          |

## 27 augustus 1850
De verkiezingen werden gehouden na ontbinding van de Tweede Kamer, na inwerkingtreding van de Kieswet.
|                           | 27 augustus | 11 september |
| ------------------------- | ----------- | ------------ |
| Kiesgerechtigden          | 1.490       | 1.490        |
| Opkomst                   | 992         | 1.054        |
| Geldige stemmen           | 978         | 1.042        |
| Blanco stemmen            | 1           | 7            |
| Kandidaten                |             |              |
| C. Schiffer               | 256         | 539          |
| G. Groen van Prinsterer   | 239         | 503          |
| S.H. Anemaet              | 163         |              |
| J.D. van der Poel         | 135         |              |
| L. Metman                 | 74          |              |
| P.L. Begram van Jaarsveld | 70          |              |

## 17 mei 1853
De verkiezingen werden gehouden na ontbinding van de Tweede Kamer.
|                            | 17 mei | 31 mei |
| -------------------------- | ------ | ------ |
| Kiesgerechtigden           | 1.543  | 1.543  |
| Opkomst                    | 1.165  | 1.175  |
| Geldige stemmen            | 1.154  | 1.163  |
| Blanco stemmen             | 5      | 9      |
| Kandidaten                 |        |        |
| P.J. Elout van Soeterwoude | 549    | 636    |
| C. Schiffer                | 392    | 527    |
| C.W. Pape                  | 86     |        |
| J.D. van der Poel          | 64     |        |
| J.R. Thorbecke             | 19     |        |

## 10 juni 1856
De verkiezingen werden gehouden vanwege de afloop van de zittingstermijn van het gekozen lid. 
|                            | 10 juni |
| -------------------------- | ------- |
| Kiesgerechtigden           | 1.510   |
| Opkomst                    | 960     |
| Geldige stemmen            | 952     |
| Blanco stemmen             | 6       |
| Kandidaten                 |         |
| P.J. Elout van Soeterwoude | 558     |
| C. Schiffer                | 179     |
| E.C. van Baerle            | 120     |
| W.C.M. Begram              | 57      |

## Voortzetting
In 1859 werd het kiesdistrict Gorinchem omgezet in een meervoudig kiesdistrict, waaraan gedeelten van de kiesdistricten Dordrecht (de gemeenten Giessendam, Hardinxveld en Sliedrecht), 's-Hertogenbosch (de gemeenten Hedikhuizen, Herpt, Heusden en Oudheusden), Tiel (de gemeenten Ammerzoden, Beesd, Brakel, Driel, Gameren, Hedel, Heerewaarden, Herwijnen, Hurwenen, Kerkwijk, Nederhemert, Poederoijen, Rossum, Vuren, Zaltbommel en Zuilichem) en Tilburg (de gemeenten Besoijen en Capelle) toegevoegd werden.